# شیرخند
شیرخند روستایی در دهستان افین بخش زهان شهرستان زیرکوه استان خراسان جنوبی ایران است و از روستاهای بزرگ و به نام استان می باشد و بر پایه سرشماری عمومی نفوس و مسکن در سال ۱۳۹۰ جمعیت این روستا ۲۹۴ نفر (در ۱۱۲ خانوار) بوده است.